# Bukowina Tatrzańska

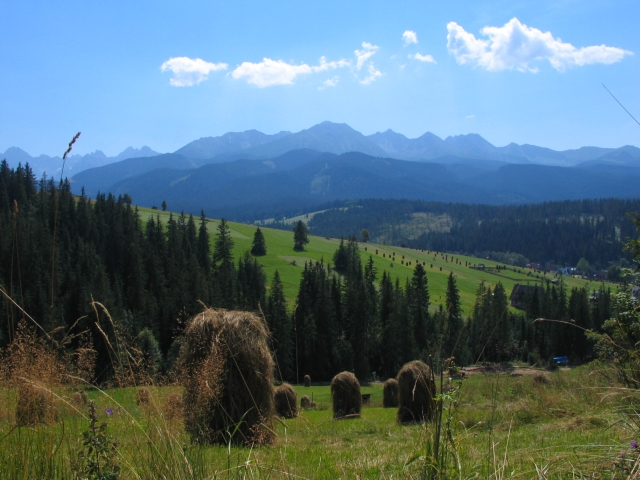
Vista para os Tatras

Bukowina Tatrzańska é uma localidade e sede da comuna homónima no voivodato da Pequena Polónia, ao sul da Polónia. Tem uma população de 2 700 pessoas. Situa-se a uns 14 quilómetros ao noroeste de Zakopane.
Bukowina Tatrzańska é um destino popular.

## História
A primeira menção deste povoamento é do ano 1630. Em 1881 viviam em Bukowina Tatrzańska 1 107 pessoas. De 1975 a 1998 o povoamento fez parte do voivonato de Nowy Sącz.